# Duca di Boiano
Il titolo di Duca di Boiano è stato un titolo nobiliare milanese che venne concesso da Francesco I di Francia a Paolo Camillo Trivulzio, un condottiero milanese, discendente dell'omonima casata milanese. Dopo la morte di Paolo Camillo, il titolo è stato consegnato al nipote Giovanni Trivulzio.

## Duchi di Boiano
- Paolo Camillo (m. 1528), II signore di Borgomanero (1508-1513; 1513-1522; 1522-1528), I duca di Boiano, figlio di Giovanni
- Giovanni (1526-1549), III signore di Borgomanero, II duca di Boiano dal 1531

Estinzione del ramo